# Decameron Nights
Decameron Nights é um filme de drama mudo produzido na República de Weimar e no Reino Unido, dirigido por Herbert Wilcox e lançado em 1924. É baseado no romance Decameron, de Giovanni Boccaccio.